# Governo Krišto
Il Governo Krišto è il governo della Bosnia ed Erzegovina, in carica dal 25 gennaio 2023. È il primo governo nella storia del paese presieduto da una donna, Borjana Krišto.
Esso è sostenuto da una nuova coalizione politica formatasi a seguito delle elezioni generali del 2022.

## Compagine di governo

### Appartenenza politica
L'appartenenza politica dei membri del Governo alla sua formazione era la seguente:
| Partito | Partito                                                     | Presidente | Ministri | Totale |
| ------- | ----------------------------------------------------------- | ---------- | -------- | ------ |
|         | Unione Democratica Croata di Bosnia ed Erzegovina (HDZ-BiH) | 1          | 2        | 3      |
|         | Alleanza dei Socialdemocratici Indipendenti (СНСД/SNSD)     | -          | 3        | 3      |
|         | Partito Socialdemocratico di Bosnia ed Erzegovina (SDP-BiH) | -          | 1        | 1      |
|         | Popolo e Giustizia (NiP)                                    | -          | 1        | 1      |
|         | Alleanza Popolare Democratica (ДHC/DNS)                     | -          | 1        | 1      |
|         | Naša Stranka (NS/HC)                                        | -          | 1        | 1      |
| Totale  | Totale                                                      | 1          | 9        | 10     |

### Appartenenza per popolo costitutivo
L'appartenenza per popolo costituitivo dei membri del Governo alla sua formazione era la seguente:
| Popolo costitutivo | Presidente | Ministri | Totale |
| ------------------ | ---------- | -------- | ------ |
| Croato             | 1          | 2        | 3      |
| Serbo              | -          | 4        | 4      |
| Bosgnacco          | -          | 3        | 3      |
| Totale             | 1          | 9        | 10     |

### Situazione parlamentare
| Camera                    | Collocazione          | Partiti                                                                                                   | Seggi   |
| ------------------------- | --------------------- | --- | ------- |
| Camera dei Rappresentanti | Maggioranza/App. est. | SNSD (6), SDP-BiH (5), HDZ-BiH (4), NiP (3), NS/HC (2) Appoggio esterno: DEMOS (1), US/УC (1), BHI-KF (1) | 23 / 42 |
| Camera dei Rappresentanti | Opposizione           | SDA (9), DF/ДФ-GS (3), СДС/SDS (2), ПДП/PDP (2), NES-ZNG (2), ZPR (1)                                     | 19 / 42 |

## Composizione
Unione Democratica Croata di Bosnia ed Erzegovina (HDZ-BiH)
     Alleanza dei Socialdemocratici Indipendenti (SNSD/СНСД)
     Alleanza Popolare Democratica (ДHC/DNS)
     Partito Socialdemocratico di Bosnia ed Erzegovina (SDP-BiH)
     Popolo e Giustizia (NiP)
     Naša Stranka (NS/HC)
     Verdi Bosniaco-Erzegovesi (BHZ)
| Presidenza del Consiglio dei ministri             | Presidenza del Consiglio dei ministri | Presidenza del Consiglio dei ministri | Presidenza del Consiglio dei ministri                         | Presidenza del Consiglio dei ministri | Presidenza del Consiglio dei ministri |
| Carica                                            | Titolare                              | Titolare                              | Titolare                                                      | Partito                               | Etnia                                 |
| ------------------------------------------------- | ------------------------------------- | ------------------------------------- | ------------------------------------------------------------- | ------------------------------------- | ------------------------------------- |
| Presidente del Consiglio dei ministri             |                                       |                                       | Borjana Krišto                                                | HDZ-BiH                               | Croata                                |
| Primo Vicepresidente del Consiglio dei ministri   |                                       |                                       | Zoran Tegeltija (fino al 15 giugno 2023)                      | СНСД/SNSD                             | Serbo                                 |
| Primo Vicepresidente del Consiglio dei ministri   | Staša Košarac (dal 15 giugno 2023)    |                                       |                                                               | СНСД/SNSD                             | Serbo                                 |
| Secondo Vicepresidente del Consiglio dei ministri |                                       |                                       | Zukan Helez                                                   | SDP-BiH                               | Bosgnacco                             |
| Ministeri                                         |                                       |                                       |                                                               |                                       |                                       |
| Ministri                                          | Ministri                              | Ministri                              | Ministri                                                      | Partito                               | Etnia                                 |
| Difesa                                            |                                       |                                       | Zukan Helez                                                   | SDP-BiH                               | Bosgnacco                             |
| Affari esteri                                     |                                       |                                       | Elmedin Konaković                                             | NiP                                   | Bosgnacco                             |
| Finanze e Tesoro                                  |                                       |                                       | Zoran Tegeltija (fino al 15 giugno 2023)                      | СНСД/SNSD                             | Serbo                                 |
| Finanze e Tesoro                                  |                                       |                                       | Borjana Krišto (ad interim) (dal 15 giugno al 22 agosto 2023) | HDZ-BiH                               | Croata                                |
| Finanze e Tesoro                                  |                                       |                                       | Srđan Amidžić (dal 22 agosto 2023)                            | СНСД/SNSD                             | Serbo                                 |
| Commercio estero e Relazioni Economiche           |                                       |                                       | Staša Košarac                                                 | СНСД/SNSD                             | Serbo                                 |
| Sicurezza                                         |                                       |                                       | Nenad Nešić                                                   | ДHC/DNS                               | Serbo                                 |
| Giustizia                                         |                                       |                                       | Davor Bunoza                                                  | HDZ-BiH                               | Croato                                |
| Affari Civili                                     |                                       |                                       | Dubravka Bošnjak                                              | HDZ-BiH                               | Croata                                |
| Comunicazione e Trasporti                         |                                       |                                       | Edin Forto                                                    | NS/HC                                 | Bosgnacco                             |
| Diritti Umani e Profughi                          |                                       |                                       | Sevlid Hurtić                                                 | BHZ                                   | Serbo                                 |